# 一厘硬貨
一厘硬貨（いちりんこうか）は、かつて日本で発行された硬貨の額面の一つ。額面である1厘は1円の1000分の1、1銭の10分の1に当たり、日本の造幣局で近代的技術により製造された貨幣としては最小額面に当たる。造幣局で近代的技術により製造され発行されたものは、1873年（明治6年）に発行された一厘銅貨の1種類のみであるが、他に江戸時代に発行された貨幣を明治時代に円・銭・厘の単位体系に合わせて通用させたものとして寛永通宝銅一文銭があり、本項目ではそれについても扱う。1円未満であるため1953年（昭和28年）の小額通貨整理法によりいずれも通用停止となっており、現在は法定通貨としての効力を有さない。

## 一厘銅貨
- 品位：銅98%、錫1%、亜鉛1%
- 量目：0.907g
- 直径：15.757mm

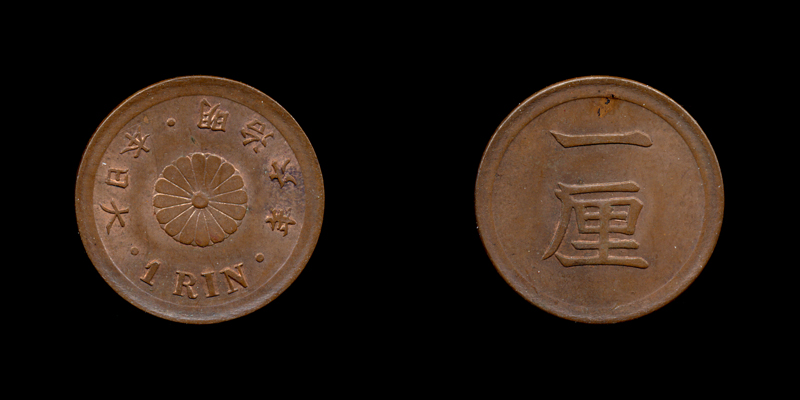
一厘銅貨

- 図柄：菊花紋章、年号、「大日本」、「1RIN」（表面）、「一厘」（裏面）
- 周囲：平滑
- 発行開始：1873年（明治6年）

新貨条例により発行された貨幣の一つ。1871年（明治4年）の新貨条例の施行当時は、金貨・銀貨の製造は開始されたものの、銅貨製造所は完成していなかったため、制定当初のデザインの一厘銅貨は少量試作されただけで流通用として製造・発行されることはなく、1873年（明治6年）にデザインを改正した一厘銅貨が発行された。他の銅貨には竜図（吽竜）が採用されたのに対し、一厘銅貨だけは直径が小さすぎて竜図を描くことが困難だったことから、他の銅貨の竜図に当たる場所は菊紋となった。国際化時代に即応するよう、表面に「1RIN」とアラビア数字とローマ字による額面金額が入っている。また量目についても当時の他の銅貨の比例関係からは外れている。
当時は一厘の貨幣として寛永通宝銅一文銭が主に流通していたこともあり、全体的に新貨条例による他の銅貨と比べて製造枚数が少なめで、その中では明治16年銘と明治17年銘が多少多めに製造されたものの、やはり直径が小さすぎて使い勝手が悪かったことから、竜一銭・半銭銅貨が十分な量が発行された1888年（明治21年）まで製造され続けたのに対し、それより先の1884年（明治17年）限りで直径が大きすぎる二銭銅貨と共に製造中止となり、結局1厘単位の貨幣として寛永通宝銅一文銭に代わって主流となるには至らなかった。ただ、『明治財政史』には、1877年（明治10年）から1897年（明治30年）9月までの間に流通不便貨幣として回収・鋳潰しの対象となった貨幣として、五銭銀貨（直径が小さすぎるため）・二銭銅貨・天保通宝・文久永宝の4種が挙げられているが、その中に一厘銅貨は含まれていない。
普通に見られる年銘としては、明治6・7・8・15・16・17年銘があるが、その中では明治6年銘と明治8年銘はやや少なめである。他に明治9・10・13年銘が製造されたが、これらは非常に製造枚数・現存枚数が少ないため、古銭的価値は数万～数十万円レベルとなっている。他の硬貨と製造工程が異なるため、直径については標準寸法と異なるものがある。なお、明治25年銘がシカゴ博覧会用に2枚のみ製造されている。

## 明治以降における寛永通宝銅一文銭

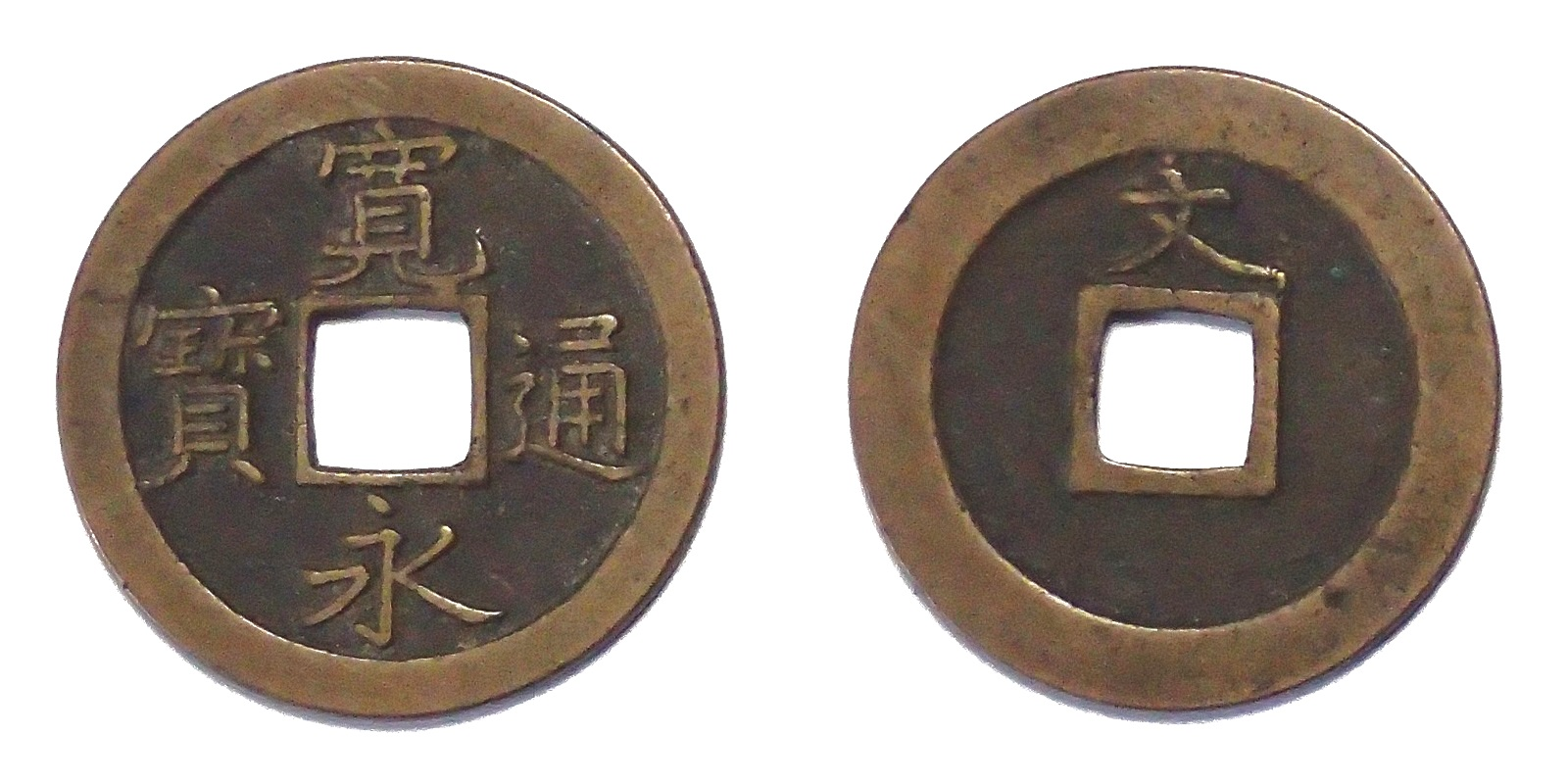
寛永通宝銅一文銭の例

寛永通宝銅一文銭は、江戸時代には1文として通用したが、明治の新銅貨の製造が金銀貨に比べて遅れたこともあり、1871年（明治4年）に太政官布告により新貨の単位（円・銭・厘）による通用価値が定められ、1厘通用となった。江戸時代の他の銭貨についても、寛永通宝真鍮四文銭：2厘、寛永通宝鉄一文銭：1/16厘、寛永通宝鉄四文銭：1/8厘、天保通宝：8厘、文久永宝：1厘5毛と定められた。前述のように、明治時代には造幣局による一厘銅貨の製造・発行枚数があまり多くなく、その直径が小さすぎるため1884年（明治17年）に製造が中止されたこともあり、1厘単位の貨幣としてはむしろ寛永通宝銅一文銭が主流として流通していた。そのため明治時代には寛永通宝銅一文銭は「一厘銭」、寛永通宝真鍮四文銭は「二厘銭」と呼ばれていた。
1897年（明治30年）頃より次第に流通が減少し、1912年（明治45年）頃には厘位の代償としてマッチや紙などの日用品を用いるようになり、1916年（大正5年）4月1日には租税及び公課には厘位を切捨てることとなり、一般商取引もこれに準じたため不用の銭貨となった。寛永通宝が大部分の地域の一般商店等でほとんど使用されなくなった大正期や昭和初期でも、一部地方の商店等で用いられたり、あるいは銀行間決済の最小単位の通貨として用いられることがあったという。江戸時代の寛永年間の鋳造開始から1953年（昭和28年）の小額通貨整理法による通用停止に至るまで、正式には300年以上にわたって通貨として有効だったことになる。

## 未発行貨幣・試鋳貨幣等
- 一厘銅貨（品位：銅98%・錫1%・亜鉛1%、直径：14.90mm、量目：0.70g） - 明治2年銘。表面は旭日と横書きの「一釐」、裏面は菊花紋章と「以十枚換一錢」の文字と年号のデザインとなっており、国名表記はない[2]。
- 一厘銅貨（品位：銅98%・錫1%・亜鉛1%、直径：15.15mm、量目：0.94g） - 有孔で、表面は旭日と縦書きの「一釐」、裏面は旭日と「以十枚換一錢」の文字のデザインで、陰刻となっており、年号・国名表記はなく、明治2年製造と推定される[3]。
- 一厘銅貨（品位：銅98%・錫1%・亜鉛1%、直径：15.15mm、量目：1.09g） - これも有孔で、上の試鋳貨幣と同じデザインだが、陽刻となっている点が異なる。これも明治2年製造と推定される[3]。
- 一厘銅貨（品位：銅98%・錫1%・亜鉛1%、直径：15.75mm、量目：0.98g） - 明治3年銘。1871年（明治4年）に新貨条例で制定された当初のもの。表面は旭日と横書きの「一厘」、裏面は菊花紋章と「十枚換一錢」の文字と年号のデザインとなっており、国名表記はない。当時銅貨製造所は完成していなかったため、流通用として製造・発行はされず、試作のみとなった。
- 一厘銅貨（品位：銅98%・錫1%・亜鉛1%、直径：15.6mm、量目：1.2g） - 明治6年銘。発行された一厘銅貨とほぼ同じデザインだが、発行された一厘銅貨は表面のローマ字表記が「1RIN」となっているのに対し、こちらの試鋳貨は「1MIL」となっている。